# Cyrtopodium punctatum
Cyrtopodium punctatum är en orkidéart som först beskrevs av Carl von Linné, och fick sitt nu gällande namn av John Lindley. Cyrtopodium punctatum ingår i släktet Cyrtopodium, och familjen orkidéer. Inga underarter finns listade i Catalogue of Life.